# Ландаков, Дмитрий Андреевич
Дмитрий Андреевич Ландаков (род. 21 мая 1999, Москва) — российский футболист, вратарь.

## Биография
В 2010—2014 годах занимался футболом в школе «Чертаново» под руководством тренеров Л. В. Федорова, С. Л. Чумаченко, М. С. Семерни, А. Б. Абаева, тренеров вратарей Г. А. Мотлаха, Н. П. Емельянова. Победитель Первенства России среди спортивных школ (2013). С 2015 года — в академии «Локомотива» Москва, в 2017 году провёл два матча в молодёжном первенстве — оба раза выходил в концовке игр. Сезоны 2018/19 — 2019/20 провёл в ФК «Оренбург», в 31 матче молодёжного первенства пропустил 58 голов. В сезоне 2020/21 играл за вторую команду «Урала» в первенстве ПФЛ — 14 матчей, 18 пропущенных голов. 
21 августа 2021 года дебютировал за «Урал» в Премьер-лиге России в домашнем матче против «Динамо» (0:1). 
В сентябре 2024 года присоединился к медиафутбольной команде 2DROTS.